# Araneus qianshan
Araneus qianshan là một loài nhện trong họ Araneidae.
Loài này thuộc chi Araneus. Araneus qianshan được miêu tả năm 1998 bởi Zhu, Zhang & S. Q. Li.